# IC 3653
IC 3653 је елиптична галаксија у сазвјежђу Дјевица која се налази на листи објеката дубоког неба у Индекс каталогу.
Деклинација објекта је + 11° 23' 16" а ректасцензија 12h 41m 15,7s. Привидна величина (магнитуда) објекта IC 3653 износи 13,8 а фотографска магнитуда 14,8. Налази се на удаљености од 14,7 милиона парсека од Сунца. IC 3653 је још познат и под ознакама MCG 2-32-178, CGCG 70-215, VCC 1871, NPM1G +11.0326, PGC 42550.